# Marcello Buscemi
Marcello Alfio Buscemi, OFM (ur. 1 października 1944 w Adrano, Katania) – włoski biblista, profesor teologii w dziedzinie nauk biblinych, franciszkanin, wykładowca Franciszkańskiego Studium Biblijnego w Jerozolimie, specjalista w dziedzinie Listów św. Pawła, filolog, poliglota.

## Życiorys
O. Buscemi urodził się w rodzinie Nicoló i Carmeli Calvagno w Adrano w Katanii na Sycylii. Do Zakonu Braci Mniejszych - franciszkanów - wstąpił 16 października 1958 (sycylijska Prowincja Najświętszego Imienia Jezus). Po złożeniu ślubów wieczystych w 1963, odbyciu studiów filozoficznych i teologicznych w swej macierzystej prowincji zakonnej i przyjęciu święceń kapłańskich w 1967, zdobył licencjat z nauk biblijnych na rzymskim Biblicum w 1976. Doktoryzował się z teologii biblijnej we Franciszkańskim Studium Biblijnym w Jerozolimie w 1978. Obecnie wykłada w Jerozolimie (Studium Biblicum Franciscanum, Studium Theologicum Jerosolimitanum) oraz na rzymskim Antonianum. Wykładał również w Salezjańskim Seminarium Duchownym w Cremisan (Betlejem), a po jego przeniesieniu, w Studium "Świętych Piotra i Pawła" w Jerozolimie. Publikuje na łamach periodyków naukowych we Włoszech i Izraelu. Zakresem jego badań są pisma św. Pawła Apostoła. W latach 1984–1993 o. Buscemi był sekretarzem Franciszkańskiego Studium Biblijnego w Jerozolimie, zaś w latach 2002–2003 jego wicedziekanem.

## Wybrana bibliografia

### Książki
- 1987 L'uso delle preposizioni nella Lettera ai Galati (SBF Analecta 17)
- 1996 La gioia della salvezza. Meditazioni sul Vangelo di Luca
- 1996 Paolo. Vita, opera e messaggio (SBF Analecta 43)
- 2000 Gli inni di Paolo. Una sinfonia a Cristo Signore (SBF Analecta 48)
- 2004 Lettera ai Galati. Commentario esegetico (SBF Analecta 63)

### Artykuły
- La funzione della legge (Gal 3,19-25), w A. Sacchi i inni, Lettere paoline e altre lettere (Logos 6), Turyn 1995, str. 409-420.
- Critica testuale di Mc 1, w M. Adinolfi - P. Kaswalder (ed.), Entrarono a Cafarnao, Jerozolima 1997, str. 73-80.
- Jesus Christ in the Pauline Epistles, w Biblical Review Hong Kong 22/1 (1998) 11-16; 22/2 (1998) 10-16; 22/3 (1998) 12-16 (w języku chińskim)
- Gal 3,8-14: le genti benedette in Abramo per la fede, Antonianum 73 (1999) 195-225.
- Dio Padre in S. Paolo, Antonianum 76 (2001) 247-269.
- Gesù Cristo nelle lettere di Paolo w G. Lauriola, Dalle cristologie al cristocentrismo, Castellana Grotte 2004, str. 77-94.
- Giudei, Giudeo-cristiani e Gentilo-cristiani in Terra Santa dal periodo evangelico al periodo bizantino, w G. Lauriola (ed.), Da Cristo la Chiesa (Centro Studi Personalistici “Giovanni Duns Scoto, Quaderno 23), Castellana Grotte 2006, str. 75-93.
- Verso la misura della piena maturità di Cristo. Aspetti della perfezione cristiana in san Paolo, strona SBF 2007.
- Una rilettura filologica di Col 2,23, Liber Annuus 57 (2007) 229-252.
- Duch Święty w listach św. Pawła, Seminare 25 (2008) 77-94